# 信德小沙丁魚
信德小沙丁魚，又稱中國小砂丁，俗名青鱗仔，為輻鰭魚綱鯡形目鯡科的一個種。

## 分布
本魚分布於印度西太平洋區，包括阿拉伯海、台灣、印尼等海域。

## 深度
水深0~20公尺。

## 特徵
本魚體長為體高之3.3~3.8倍。體延長而側扁，腹部略圓，具稜鱗。脂性眼瞼發達，幾完全覆蓋住眼睛。口小，前位；上下頜約等長；上頜骨末端達眼前緣下方。鰓蓋光滑；體被細薄圓鱗，極易脫落；鱗片上之垂直條紋僅有最後1條之中央部位不中斷；鱗片後緣之小孔少於20枚以下；背鰭和臀鰭基部有發達之鱗鞘；胸鰭和腹鰭基部具腋鱗2片。背鰭位於體中部前方，具軟條17~19枚；臀鰭位於體之後半部，具軟條18~22枚；腹鰭軟條8枚；尾鰭深叉。外觀形質與隆背小沙丁魚類似，但可從第一鰓弧下枝鰓耙58~61多於後者47~61以及鱗片後部之小孔較小予以區別。體背部青綠色，體側下方和腹部銀白色；鰓蓋末緣無明顯黑斑。背鰭淡黃，前端基部具黑點；尾鰭淡黃，上下葉具黑緣，末端不具大塊黑斑；胸鰭淡黃；餘鰭淡色。體長可達17公分。

## 生態
為沿海常見中上層小型魚類。主要棲息於港灣、沿岸及河口區。群游性，活動力強，以濾食浮游動物為食。

## 經濟利用
食用魚，但肉腥，適合曬成魚乾。也可利用它作餌，以釣大型肉食性魚類。